# يوجين جي. مونرو
يوجين جي. مونرو (بالإنجليزية: Eugene G. Munroe)‏ هو عالم حشرات كندي وأمريكي، ولد في 8 سبتمبر 1919 في ديترويت في الولايات المتحدة، وتوفي في 31 مايو 2008 في أونتاريو في كندا.